# Gorenje Jelenje
Gorenje Jelenje este o localitate din comuna Litija, Slovenia, cu o populație de 10 locuitori.